# Arsanilzuur
Arsanilzuur (INN) of 4-aminofenylarseenzuur is een organoarsenisch zuur. Het is een wit kristallijn poeder. Het is een derivaat van fenylarseenzuur, met een aminegroep in de positie 4. Het komt voor als een zwitterion, H3N+C6H4AsO3H−.

## Synthese
Arsanilzuur wordt gevormd in de condensatiereactie van arseenzuur met aniline. Dit werd voor het eerst beschreven in 1859 door de Franse bioloog Antoine Béchamp. Hij noemde het reactieproduct "Atoxyl":
{\displaystyle {\ce {C6H5NH2 + H3AsO4 -> H2O3AsC6H4NH2 + H2O}}}
Dit is analoog aan de vorming van sulfanilzuur door de reactie van zwavelzuur met aniline.

## Toepassingen
Arsanilzuur wordt gebruikt voor de synthese van geneeskundige en diergeneeskundige stoffen. Arsanilzuur zelf, of het natriumzout ervan is op het einde van de 19e en het begin van de 20e eeuw ook gebruikt als geneeskundige stof, meer bepaald voor de behandeling van trypanosomiasis; maar dat wordt niet meer gedaan vanwege de toxiciteit van de stof. Ze is ototoxisch (schadelijk voor het binnenoor) en nefrotoxisch, en kan blindheid veroorzaken. Maar van arsanilzuur zijn minder toxische geneesmiddelen afgeleid waaronder tryparsamide, carbarson en arsfenamine of Salvarsan, ontwikkeld door Nobelprijswinnaar Paul Ehrlich.
In de diergeneeskunde gebruikt men het wel als een antibacteriële stof. Het wordt toegevoegd aan het voeder van varkens en pluimvee. Het bevordert tevens de groei van de dieren. Dit gebruik is onder andere toegestaan in de Verenigde Staten, Canada en China.